# الخدر (مناخة)

تعديل مصدري - تعديل

الخدر هي إحدى قرى جبل ال علي  بمديرية سرار  التابعة لمحافظة أبين ، بلغ تعداد سكانها 25 نسمة حسب تعداد 2024.